# Tuenjai Deetes

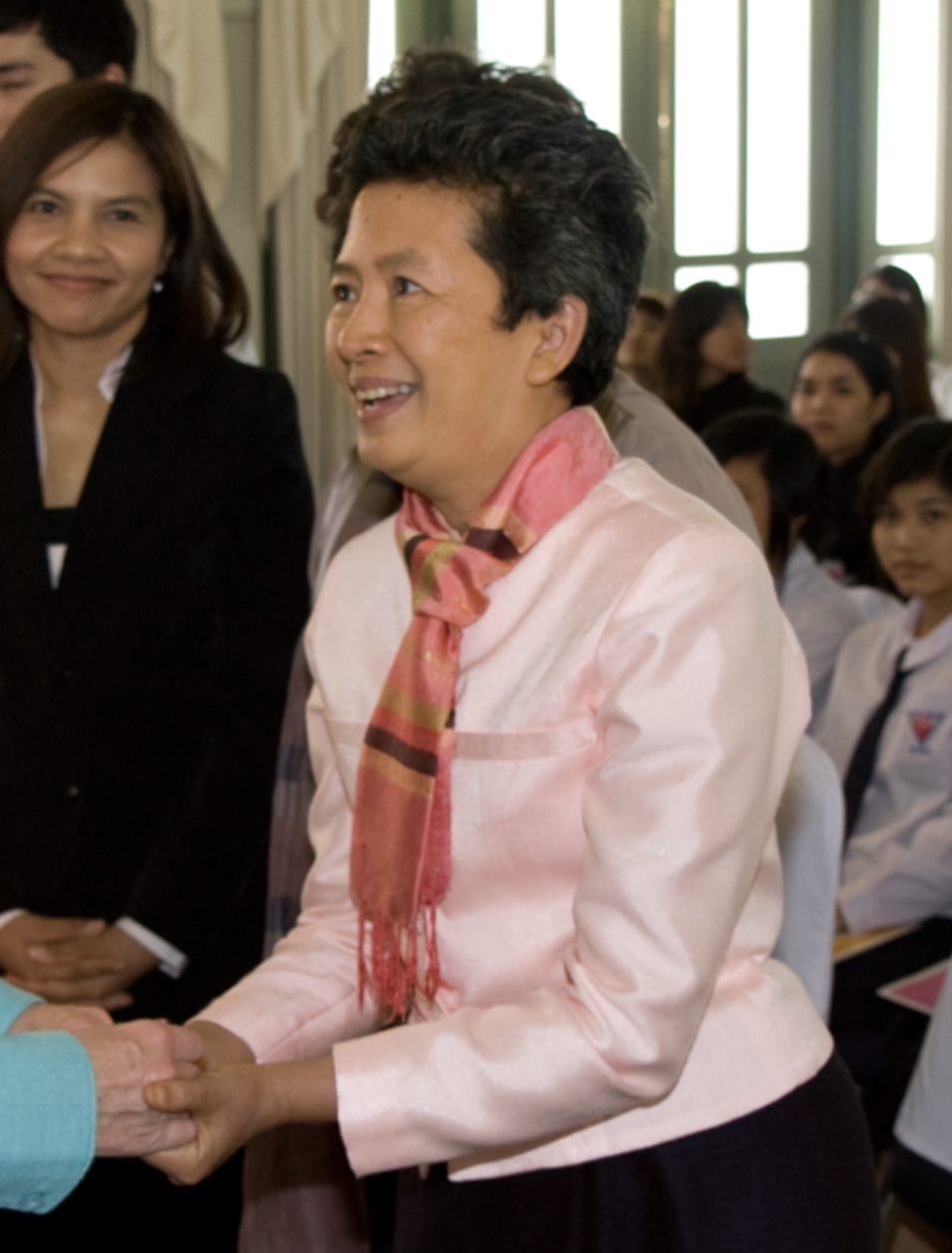
Tuenjai Deetes

Tuenjai Deetes (thailändisch เตือนใจ ดีเทศน์; * 8. April 1952 in Bangkok) ist eine thailändische Naturschützerin.
1992 wurde ihr der Global 500 Award verliehen, 1994 wurde sie mit dem Goldman Environmental Prize geehrt. Deetes arbeitet bereits seit den frühen 1970ern mit den Thailändischen Bergvölkern zusammen.
Tuenjai Deetes ist Mitgründerin der Hill Area Development Foundation, welche seit 1985 mit den Thailändischen Bergvölkern kooperiert. Das Programm der HADF beinhaltet beispielsweise Ziele wie Nachhaltigkeit, Naturschutz, Beteiligung der Frau und Vorbeugung/Kontrolle von Drogenmissbrauch.